# Chris Jent
Christopher Matthew "Chris" Jent (Orange, Califòrnia, 11 de gener 1970) és un exjugador de bàsquet professional, actualment entrenador assistent a l'NBA.

## Carrera esportiva

### Carrera com a jugador
Va jugar bàsquet universitari en els Ohio State Buckeyes quatre temporades fins 1992. La temporada 1992-93 va jugar en dos equips de la CBA fins que en el mes de març va fitxar pel Marbella Joventut de la lliga espanyola, entrant pel lesionat Harold Pressley. La temporada següent va tornar als Estats Units, jugant a la CBA i a l'NBA amb els Houston Rockets, guanyant l'anell de campió. La resta de temporades va alternar la CBA amb diferents lligues, com l'australiana, la italiana i la grega, així com una nova participació en l'NBA, aquesta vegada amb els New York Knicks la temporada 1996-1997.

### Carrera com a entrenador
Com a entrenador, es va iniciar en la temporada 2003-2004 amb els Philadelphia 76ers com a entrenador assistent i de desenvolupament de jugadors. En la temporada següent va treballar en el mateix lloc amb els Orlando Magic, però va ser nomenat entrenador principal interí en els últims 18 partits de la temporada 2004-2005 després que fos acomiadat Johnny Davis, i va obtenir un rècord de 5-13. Al començament de la següent temporada va ser reemplaçat per Brian Hill. A partir de novembre de 2006, Jent va assumir el paper d'assistent d'entrenador/director de desenvolupament de Jugadors amb els Cavaliers. També va exercir d'entrenador de tir personal de Lebron James, mentre que James va estar a l'equip.